# Aphanogryllacris melanosticta
Aphanogryllacris melanosticta är en insektsart som först beskrevs av Heinrich Hugo Karny 1925.  Aphanogryllacris melanosticta ingår i släktet Aphanogryllacris och familjen Gryllacrididae. Inga underarter finns listade i Catalogue of Life.